# 200-Meilen-Rennen von Nürnberg 1970

Streckenlayout

Das 200-Meilen-Rennen von Nürnberg 1970, auch 200 Meilen von Nürnberg, Internationales ADAC-Norisring-Race-Meeting, Nürnberg, fand am 28. Juni auf dem Norisring statt und war der erste Wertungslauf in der Geschichte der Interserie.

## Das Rennen
Mit dem Rennen auf Teilen des ehemaligen Reichsparteitagsgelände startete im Juni 1970 die Interserie als europäisches Gegenstück zur nordamerikanischen Can-Am-Serie. Ein wesentliches Merkmal der Serie war das Rennfahrzeuge zum Einsatz kamen die in anderen Sportwagenserien nicht mehr zum Start zugelassen waren. Für die Serie galten die Gruppe-7-Regeln aus dem FIA-Regelwerk der FIA, die sehr wenig Beschränkungen in Bezug auf Neuerungen hatten. Diese Regeln erlaubten praktisch unbegrenzte Möglichkeiten mit Hubraum, Leistung, Turboladern und dem Anpressdruck des Wagens zu experimentieren.
60000 Zuschauer kamen zum Eröffnungsrennen, das aus zwei Wertungsläufen bestand. Um den Gesamtsieg entstand ein Duell zwischen Jürgen Neuhaus und Gijs van Lennep, die beide mit Porsche 917K am Start waren. Jeweils ein Lauf ging an einen der beiden Fahrer. In der Addition der beiden Läufe hatte Neuhaus einen Vorsprung von 13 Sekunden auf seinen Konkurrenten.

## Ergebnisse

### Schlussklassement
| 1               | Gruppe 5 – 7 + 3.0 | 12 | Gesipa Racing Team                | Jürgen Neuhaus         | Porsche 917K      | 82 |
| 2               | Gruppe 5 – 7 + 3.0 | 8  | Racing Team AAW                   | Gijs van Lennep        | Porsche 917K      | 82 |
| 3               | Gruppe 5 – 7 3.0   | 44 | Sports Cars Broström              | Pedro Rodríguez        | Porsche 908/02    | 81 |
| 4               | Gruppe 5 – 7 3.0   | 35 | Alfa Romeo Deutschland            | Herbert Schultze       | Alfa Romeo T33/3  | 80 |
| 5               | Gruppe 5 – 7 + 3.0 | 5  | Ecurie Bonnier                    | Jo Bonnier             | Lola T70 Mk.3B GT | 79 |
| 6               | Gruppe 5 – 7 3.0   | 38 | Asahi-Pentax Racing               | Helmut Leuze           | Porsche 908/02    | 79 |
| 7               | Gruppe 5 – 7 3.0   | 36 | German BG Racing Team             | Karl von Wendt         | Porsche 908/02    | 79 |
| 8               | Gruppe 5 – 7 3.0   | 39 | Bosch Racing Team                 | Niki Lauda             | Porsche 908/02    | 79 |
| 9               | Gruppe 5 – 7 + 3.0 | 18 | Avalon Racing                     | Barrie Smith           | Lola T70 Mk.3B GT | 74 |
| 10              | Gruppe 5 – 7 2.0   | 53 | Racing Team Zitro                 | Dominique Martin       | Porsche 907       | 73 |
| 11              | Gruppe 5 – 7 2.0   | 54 | Hans Schulze-Schwering            | Hans Schulze-Schwering | Porsche 910       | 71 |
| 12              | Gruppe 5 – 7 2.0   | 55 | Bosch Racing Team                 | Lambert Hofer          | Porsche 910       | 71 |
| 13              | Gruppe 5 – 7 2.0   | 40 | Helmut Krause                     | Helmut Krause          | Porsche 907       | 71 |
| 14              | Gruppe 5 – 7 + 3.0 | 21 | Bernd Seidler                     | Bernd Seidler          | Lola T70 Mk.3 GT  | 66 |
| Ausgefallen     |                    |    |                                   |                        |                   |    |
| 15              | Gruppe 5 – 7 + 3.0 | 15 | Bill Bradley Racing               | David Prophet          | McLaren M12       | 67 |
| 16              | Gruppe 5 – 7 + 3.0 | 1  | Deutsche Auto Zeitung             | Helmut Kelleners       | March 707         | 61 |
| 17              | Gruppe 5 – 7 3.0   | 32 | Martini Racing Team               | Helmut Marko           | Porsche 908/02    | 59 |
| 18              | Gruppe 5 – 7 + 3.0 | 6  | Scuderia Picchio Rosso            | Giampiero Moretti      | Ferrari 512S      | 56 |
| 19              | Gruppe 5 – 7 + 3.0 | 19 | Stefan Sklenar                    | Stefan Sklenar         | Lola T70 Mk.3B GT | 40 |
| 20              | Gruppe 5 – 7 2.0   | 51 | Hans-Dieter Blatzheim             | Hans-Dieter Blatzheim  | Porsche 907       | 33 |
| 21              | Gruppe 5 – 7 + 3.0 | 11 | David Piper Autoracing            | Richard Attwood        | Lola T70 Mk.3B GT | 24 |
| 22              | Gruppe 5 – 7 + 3.0 | 14 | The Paul Watson Race Organisation | Vic Elford             | McLaren M6B       | 14 |
| 23              | Gruppe 5 – 7 + 3.0 | 16 | Racing Team VDS                   | Teddy Pilette          | Lola T70 Mk.3B GT | 6  |
| Nicht gestartet |                    |    |                                   |                        |                   |    |
| 24              | Gruppe 5 – 7 3.0   |    | Helmut Hölch                      | Helmut Hölch           | Chevron B8        | 1  |
| 25              | Gruppe 5 – 7 3.0   |    | A & J Motors Ltd.                 | Terry Croker           | Lola T70 Mk.3B GT | 2  |

1 defekte Zylinderkopfringe
2 defekte Ölpumpe

### Nur in der Meldeliste
Hier finden sich Teams, Fahrer und Fahrzeuge, die ursprünglich für das Rennen gemeldet waren, aber aus den unterschiedlichsten Gründen daran nicht teilnahmen.
| Pos. | Klasse | Nr. | Team               | Fahrer         | Chassis      |
| ---- | ------ | --- | ------------------ | -------------- | ------------ |
| 26   |        |     |                    |                | Porsche 917K |
| 27   |        |     |                    |                | Porsche 917K |
| 27   |        |     | Ecurie Evergreen   | Brian Redman   | McLaren M8C  |
| 28   |        |     | Porsche Salzburg   | Vic Elford     | Porsche 917K |
| 29   |        |     |                    |                | Ferrari 512S |
| 30   |        |     |                    | Brian Robinson | Chevron B16  |
| 31   |        |     | David Piper Racing | David Piper    | Porsche 917K |

### Klassensieger
| Klasse             | Fahrer           | Fahrzeug       | Platzierung im Gesamtklassement |
| ------------------ | ---------------- | -------------- | ------------------------------- |
| Gruppe 5 – 7 + 3.0 | Jürgen Neuhaus   | Porsche 917K   | Gesamtsieg                      |
| Gruppe 5 – 7 3.0   | Pedro Rodríguez  | Porsche 908/02 | Rang 3                          |
| Gruppe 5 – 7 2.0   | Dominique Martin | Porsche 907    | Rang 10                         |

### Renndaten
- Gemeldet: 31
- Gestartet: 23
- Gewertet: 14
- Rennklassen: 3
- Zuschauer: 60000
- Wetter am Renntag: unbekannt
- Streckenlänge: 2,300 km
- Fahrzeit des Siegerteams: 1:48:18,100 Stunden
- Gesamtrunden des Siegerteams: 82
- Gesamtdistanz des Siegerteams: 323,080 km
- Siegerschnitt: 178,990 km/h
- Pole Position: Teddy Pilette – Lola T70 Mk.3B GT (#16) – 1:17,000
- Schnellste Rennrunde: Jürgen Neuhaus – Porsche 917K (#12) – 1:16,100
- Rennserie: 1. Lauf zur Interserie 1970